# Hiëromonnik
Een hiëromonnik, monnik-priester of hieromonachos (Grieks ερομόναχος; van ερός hieros 'heilig, ingewijd' [vergelijk ερεύς hiereus 'priester'] en μοναχός monachos 'monnik') is een monnik die de priesterwijding heeft ontvangen. In de regel wordt deze term gebruikt in de Oosters-orthodoxe kerken en de Oosters-katholieke kerken. In de rooms-katholieke kerk spreekt men van pater.
In de Oosters orthodoxe kerken kan de titel van hegoumen of zelfs archimandriet alleen aan een hiëromonnik worden verleend. Ook is het aantal priesters in een Oosters orthodox klooster erg klein; niet iedereen die een theologische opleiding heeft afgerond, is tot priester gewijd.